# Йоасаф Крупнишки
Йоасаф Крупнишки е български средновековен духовник, митрополит на Крупнишката епархия през II половина на XVI век. В 1577 година митрополит Йоасиф подарява на Рилския манастир Крупнишкото евангелие, изработено по негова инициатива.